# Скопитон
«Скопито́н» (фр. Scope-a-tone) — марка визуального музыкального автомата 60-х годов ХХ-го века. Фильмы, снимавшиеся для скопитонов, считаются предшественниками современных музыкальных видеоклипов.

## История
История существования визуальных музыкальных автоматов берёт начало в 30-е годы. В 1939 году американская компания Mills в Чикаго выпускает аппарат Panoram, проигрывающий восемь черно-белых видеосюжетов длиной по три минуты каждый, известные сейчас как soundies.  Они  были записаны на одну ленту в определённой последовательности без возможности перемотки. Аппараты «Панорам» устанавливались в барах, кафе и других публичных заведениях. Soundies были настолько популярны, что студии, их снимавшие, не успевали делать это достаточно быстро.
После окончания войны, когда встал вопрос о переделке многочисленного военного оборудования под мирные нужды, два французских механика решили переоборудовать 16-мм кинокамеры, использовавшиеся для аэросъёмки ландшафта, в проекторы для проигрывания музыкальных видео, так как устройство кинокамеры и кинопроектора по сути аналогично. Решение проблемы достаточного освещения и создание надёжного лентопротяжного механизма заняло у них некоторое время, и только к началу 60-х годов появляется «Скопитон», французский музыкальный автомат. Вместе с ним выходит его итальянский аналог Cinebox, впрочем, не имевший такого же успеха.
Первые «Скопитоны» появляются во Франции, они были изготовлены компанией CAMECA.  Завоевав на родине большую популярность, «Скопитон» был завезён в Западную Германию, а затем в Англию, где он не имел такого большого успеха, как во Франции.  В 1963 году «Скопитон» появляется в Америке. К 1964 году было установлено около 500 машин, а к 1968 их количество насчитывало уже 800.

## Фильмы для «Скопитона»
Главное отличие «Скопитона» от его предшественников было в том что он мог воспроизводить цветные фильмы, а также давал возможность выбора видео для проигрывания. Практически все фильмы, снятые для «Скопитона», строились по единому образцу: длительность 2—3 минуты, совпадающая с длительностью песни; сложная нарративная история с обычными для построения сюжета элементами (завязка, развитие действия, кульминация, развязка) не предполагалась, сюжет либо очень простой, либо отсутствует вовсе. Чаще всего содержание фильма состояло в том, что музыкант-автор песни исполняет её в помещении или на натуре, что может сопровождаться танцем самого музыканта или массовки.
Европейские и американские фильмы для «Скопитона» сильно отличались друг от друга. Американские имели очень яркую и насыщенную картинку, танцы, исполнявшиеся в нём, имели большой элемент нарочитости и искусственности, что дало повод отнести «Скопитон» к кэмпу. Кроме того, обозначенные выше черты были вызваны техническими особенностями «Скопитона» и его целевой аудиторией в Америке: там он позиционировался изначально как элитарное развлечение для взрослых состоятельных людей, в конечном итоге его аудиторией стали мужчины, приходящие в кафе и бары, где были установлены «Скопитоны». Для привлечения внимания и для того, чтобы была возможность разглядеть что-либо на маленьком экранчике автомата, цвета были яркими, а движения преувеличенными. Также для привлечения внимания мужчин записи для «Скопитона» был очень сексуальным, и порой находились на границе с лёгкой порнографией. Французский «Скопитон» отличался большим спокойствием: цвета менее яркие и насыщенны, танцы практически отсутствовали, а сексуальность была завуалированной.

## Сноски
1. ↑  Friedwall W. Panoram Killed the Radio Star // The New York Sun. URL: http://www.nysun.com/arts/panoram-killed-the-radio-star/49783/ Архивная копия от 5 мая 2015 на Wayback Machine
2. ↑  Stevenson J. The jukebox that ate the cocktail lounge – the story of Scopitone. URL: https://web.archive.org/web/20080504172718/http://hjem.get2net.dk/jack_stevenson/scopi.htm
3. ↑  Serlin D. The Clean Room / Love Machines: Unwinding the Technology of the Scopitone // Cabinet. URL: http://www.cabinetmagazine.org/issues/2/cleanroom.php Архивная копия от 18 мая 2015 на Wayback Machine
4. ↑  Edgerton R. History of the Scopitone. URL: http://www.stim.com/Stim-x/9.4/scopitone/scopitone.html Архивная копия от 24 сентября 2015 на Wayback Machine